# Breguet 901 Mouette
Dimensions
Le Breguet 901 Mouette est un planeur monoplace de compétition français datant des années 1950. Il a remporté de nombreux succès en compétition, remportant, entre autres, les championnats mondiaux de vol à voile en 1954 et 1956.

## Conception et développement
Le premier planeur Breguet, le Breguet 900 eut quelques succès dans les compétitions nationales, mais échoua à s'imposer lors des deux Championnats du Monde de 1950 et 1952, en partie en raison de sa trop faible envergure. Le 901 est un développement de ce planeur, conservant son aile médiane et sa construction en grande partie en bois mais désormais munie d'un profil laminaire et de water-ballasts logés dans les bords d'attaque. L'aile du 901 est droite, effilée et construite autour d'un seul longeron et d'un bord d'attaque coffré formant caisson de torsion. L'aile en arrière du longeron est entoilée. Sur le 901 le caisson de torsion a été plaqué avec un sandwich contreplaqué-klegecell (une mousse plastique) au lieu du contreplaqué utilisé pour le 900. Son envergure de 17.32 m est de 2.97 m supérieure à celle du 900, l'allongement passant de 12,9 à 20. Il possède de longs volets Fowler à l'emplanture, des aérofreins à mi-corde et des petits saumons en bout d'aile. Les deux modèles ont des fuselages coffrés en contreplaqué mais le 901 a un nez plus long avec une longue verrière d'une seule pièce mieux profilée,,.
Les deux premiers 901 construits ont conservé la dérive arrondie du 900, mais le troisième, a une dérive droite avec une gouverne de direction droite sauf au niveau du talon. Le train d'atterrissage du 901 est un roue simple rétractable équipée d'un frein, plus un sabot de queue.
Le 901 vola pour la première fois en mars 1954. En 1956, il a évolué vers le 901S, qui avait un fuselage 510 mm plus long avec la même grande surface du gouvernail que le troisième prototype du 901. Un autre développement, le 901S1, avait une gouverne de direction plus inclinée et une dérive sans congé de raccordement avec le fuselage.

## Historique opérationnel
Le prototype F-WAJA fait son premier vol le 11 mars 1954 piloté par Paul Lepanse son concepteur. Les essais constructeur ne durent qu'une semaine avant que le prototype ne rejoigne le CEV pour certification. Quatre mois plus tard, Gérard Pierre gagne les Championnats du monde de vol à voile avec ce premier prototype. Le deuxième prototype, piloté par G. Rousselet, termine à la septième place. pour les championnats de 1956 le 901 est amélioré en 901S que Paul MacCready pilote pour une deuxième victoire Breguet dans le championnat.
En plus de ses succès internationaux le 901 a battu et parfois re-battu, de nombreux records nationaux français.
En 2019 restent inscrits au registre français de l'aviation civile : Un 901, quatorze 901 S, cinq 901 S1, un 901-07 et un 901-08 ,

## En vol
Testé par le CEV le prototype a été jugé peu stable longitudinalement avec une gouverne de direction inefficace. Malgré tout, il était aussi jugé très agréable à piloter en ascendances avec des rayons de virages très faibles permettant d'exploiter de petits thermiques. Ses performances étaient jugées excellentes et sa finesse mesurée à 35 à 95 km/h en faisait le meilleur planeur français voire mondial.
En 1960, à la suite d'un accident mortel du Breguet 901S N°5 dû à la perte de morceaux d'aile en air calme les 901 sont interdits de vol.

## Variantes
Chiffres de la Production de
901
Version originale. Le troisième exemplaire avait une dérive et une gouverne de direction rectilignes en conservant le congé de raccordement entre la dérive et le fuselage. 3 construits.
901S
510 mm plus long, plus large, avec une queue identique au troisième 901, volets modifiés, plus lourd. 21 construits.
901S1
Comme le 901 mais avec la gouverne de direction droite tranchant sans arrondie talon, plus de congé dérive/fuselage. 9 construits.
901S2
3 construits.

## Avion en exposition
Il y a de nombreux 901 dans les musées français, deux sont exposés :
- Musée de l'Air et de l'Espace, Le Bourget, 901; F-CAJA le premier prototype et vainqueur du Championnat du Monde de 1954.
- Musée Régional de l'Air, Marcé, 901S; F-CCCP